# Tabernacle 101
 (septembre 2019).
Pour les articles homonymes, voir Tabernacle.
Pour plus de détails, voir Fiche technique et Distribution.
Tabernacle 101  est un film d'horreur australien réalisé par Colm O'Murchu et sorti en 2019.

## Fiche technique
Sauf indication contraire, les informations mentionnées dans cette section peuvent être confirmées par les bases de données cinématographiques IMDb et Allociné,  présentes dans la section « Liens externes ».
- Titre : Tabernacle 101
- Réalisation :  Colm O'Murchu
- Scénario :
- Décors :
- Costumes :
- Photographie :
- Montage : Colm O'Murchu et Yolandi Franken
- Musique :
- Production :
- Sociétés de production : International Film Base[1]
- Sociétés de distribution : Indie Rights
- Pays d'origine :  Australie
- Langue originale : anglais
- Genre : horreur, thriller, fantastique et drame
- Durée : 98 minutes
- Date de sortie :  États-Unis : 30 août 2019[2]

## Distribution
Sauf indication contraire, les informations mentionnées dans cette section peuvent être confirmées par les bases de données cinématographiques IMDb et Allociné,  présentes dans la section « Liens externes ».
- David Hov : Frank
- Mikaela Franco : Meredith
- Elly Hiraani Clapin : Sarah
- Alex McTavish : Kathryn
- Rees Laird : Daniel
- Leon Kowalski
- Eddy Price
- Jordan Schutt
- Skye Barry
- Lance Bonza
- Kristy Brooks
- Jake Buratti
- Benjamin Chan
- Rahani Datt
- Trish Donoghue
- Raine Doyle
- Victoria Ferrara
- Lane Forbes
- Yolandi Franken
- Takashi Hara
- Glenn Levett
- Peter McAllum